# Dennis Novikov
Dennis Novikov (Moskou, 6 november 1993) is een Amerikaanse tennisser.
Novikov heeft geen ATP-toernooien gewonnen maar deed wel al mee aan verschillende grandslams. Hij heeft drie challengers in het enkelspel en drie challengers in het dubbelspel op zijn naam staan. Daarnaast won hij de bronzen medaille bij de Pan-Amerikaanse Spelen in 2015, waar hij in de troostfinale in twee sets (6-4 en 6-4) won van Guido Andreozzi uit Argentinië.

## Palmares

### Enkelspel
| Nr.                          | Datum             | Toernooi | Ondergrond    | Tegenstander in finale | Score         |
| ---------------------------- | ----------------- | -------- | ------------- | ---------------------- | ------------- |
| Gewonnen finales challengers |                   |          |               |                        |               |
| 1.                           | 20 september 2015 | Cary     | Hardcourt     | Ryan Harrison          | 6-4, 7-5      |
| 2.                           | 27 september 2015 | Columbus | Hardcourt (i) | Ryan Harrison          | 6-4, 3-6, 6-3 |
| 3.                           | 24 februari 2018  | Morelos  | Hardcourt     | Christian Garín        | 6-4, 6-3      |

### Dubbelspel
| Nr.                              | Datum            | Toernooi    | Ondergrond    | Partner       | Tegenstanders in finale      | Score            |
| -------------------------------- | ---------------- | ----------- | ------------- | ------------- | ---------------------------- | ---------------- |
| Gewonnen challengers herendubbel |                  |             |               |               |                              |                  |
| 1.                               | 3 mei 2015       | Tallahassee | Gravel        | Julio Peralta | Somdev Devvarman Sanam Singh | 6-2, 6-4         |
| 2.                               | 31 januari 2016  | Maui        | Hardcourt     | Jason Jung    | Alex Bolt Frank Moser        | 6-3, 4-6, [10-8] |
| 3.                               | 10 februari 2019 | Dallas      | Hardcourt (I) | Marcos Giron  | Ante Pavić Ruan Roelofse     | 6-4, 7-63        |

## Prestatietabellen
| Legenda | Legenda                          |
| ------- | -------------------------------- |
| g.t.    | geen toernooi gehouden           |
| l.c.    | lagere categorie                 |
| –       | niet deelgenomen                 |
| G       | uitgeschakeld in de groepsfase   |
| 1R      | uitgeschakeld in de eerste ronde |
| 2R      | uitgeschakeld in de tweede ronde |
| 3R      | uitgeschakeld in de derde ronde  |
| 4R      | uitgeschakeld in de vierde ronde |
| KF      | uitgeschakeld in de kwartfinale  |
| HF      | uitgeschakeld in de halve finale |
| F       | de finale verloren               |
| W       | het toernooi gewonnen            |
| w-v     | winst/verlies-balans             |

### Prestatietabel enkelspel
| Grandslamtoernooien   |     |      |     |        |
| Australian Open       | –   | –    | –   | 0-0    |
| Roland Garros         | –   | –    | –   | 0-0    |
| Wimbledon             | –   | –    | 2R  | 1-1    |
| US Open               | 2R  | –    | –   | 1-1    |
| Winst-verlies         | 1-1 | 0-0  | 1-1 | 2-2    |
| ATP World Tour Finals |     |      |     |        |
| ATP World Tour Finals | –   | –    | –   | 0-0    |
| ATP Masters 1000      |     |      |     |        |
| Indian Wells          | –   | 1R   | –   | 0-1    |
| Miami                 | –   | –    | 1R  | 0-1    |
| Monte Carlo           | –   | –    | –   | 0–0    |
| Madrid                | –   | –    | –   | 0-0    |
| Rome                  | –   | –    | –   | 0-0    |
| Montreal/Toronto      | –   | –    | 2R  | 1–1    |
| Cincinnati            | –   | –    | –   | 0-0    |
| Shanghai              | –   | –    | –   | 0–0    |
| Parijs                | –   | –    | –   | 0-0    |
| Olympische Spelen     |     |      |     |        |
| Olympische Spelen     | –   | g.t. | –   | 0-0    |
| Statistieken          |     |      |     |        |
| Totaal aantal titels  | 0   | 0    | 0   | 0      |
| Totaal winst-verlies  | 1-1 | 0-1  | 2-6 | 5-11   |
| Eindejaarsranking     | 553 | 150  | 169 | n.v.t. |

### Prestatietabel (Grand Slam) dubbelspel
| Grandslamtoernooien   |     |      |     |        |
| Australian Open       | –   | –    | –   | 0-0    |
| Roland Garros         | –   | –    | –   | 0-0    |
| Wimbledon             | –   | –    | –   | 0-0    |
| US Open               | 2R  | 1R   | 1R  | 1-3    |
| Winst-verlies         | 1-1 | 0-1  | 0-1 | 1-3    |
| ATP World Tour Finals |     |      |     |        |
| ATP World Tour Finals | –   | –    | –   | 0-0    |
| Olympische Spelen     |     |      |     |        |
| Olympische Spelen     | –   | g.t. | –   | 0-0    |
| Statistieken          |     |      |     |        |
| Totaal aantal titels  | 0   | 0    | 0   | 0      |
| Eindejaarsranking     | 484 | 179  | 150 | n.v.t. |